# Emanuel Rivas
Emanuel Benito Rivas (ur. 17 marca 1983 w Quilmes) – argentyński piłkarz występujący na pozycji pomocnika. Obecnie gra w drużynie Bari.

## Kariera piłkarska
Emanuel Rivas jest wychowankiem Independiente. Potem grał w Arsenalu Sarandí, a w 2005 roku trafił do portugalskiej Vitórii Guimarães. Grał tu przez jeden sezon, na kolejny został wypożyczony do Iraklisu Saloniki. W 2007 roku odszedł do Talleres Córdoba, następnie występował w Arezzo, a od 2008 roku jest piłkarzem Bari, z którym wywalczył awans do Serie A.